# Samoil Ungur
Samoil Ungur (n. 1889, Unciuc, județul Hunedoara – d. 1937, Unciuc, județul Hunedoara) a fost un deputat în Marea Adunare Națională de la Alba Iulia , organismul legislativ reprezentativ al „tuturor românilor din Transilvania, Banat și Țara Ungurească”, cel care a adoptat hotărârea privind Unirea Transilvaniei cu România, la 1 decembrie 1918  :p. 226..

## Biografie
A urmat școala primară, lucrând mai târziu în agricultură ca și plugar, dar și ca dascăl (cântăreț bisericesc) :p. 226.  

## Activitatea politică
Ca deputat în Adunarea Națională din 1 decembrie 1918, Samoil Ungur a fost delegat al Cercului electoral Hațeg :p. 226.